# Gonimbrasia zanguebarica
Gonimbrasia zanguebarica är en fjärilsart som beskrevs av Charles Oberthür 1910. Gonimbrasia zanguebarica ingår i släktet Gonimbrasia och familjen påfågelsspinnare. Inga underarter finns listade i Catalogue of Life.